# Plant-Based Universities
 (mars 2025).

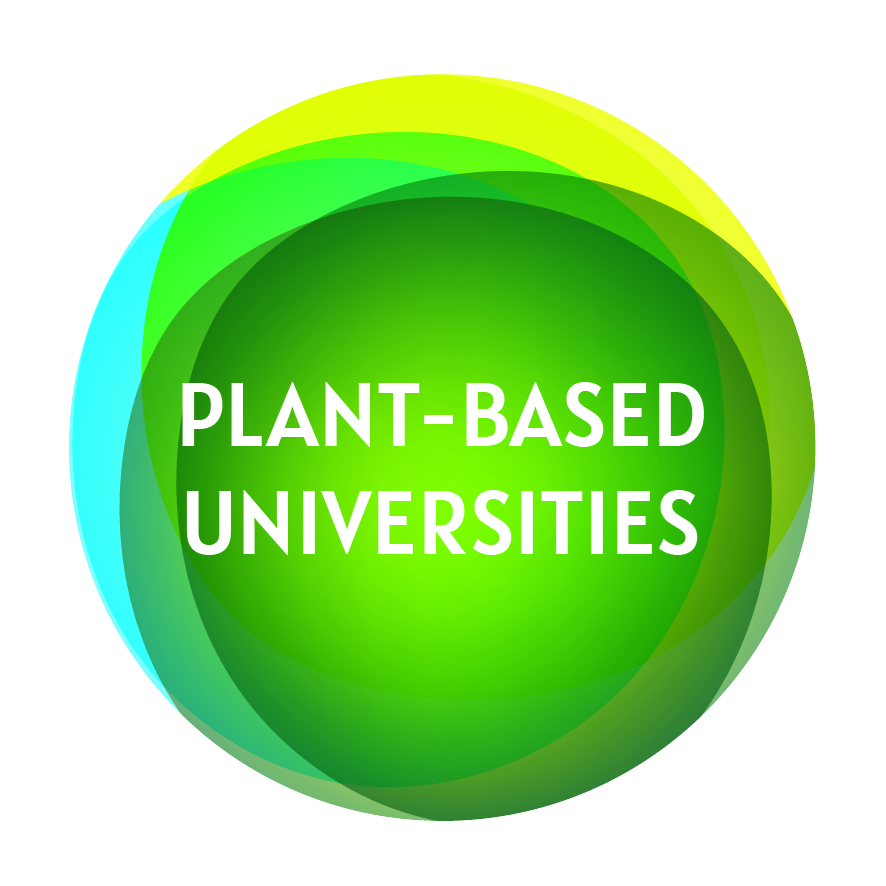
Logo de Plant-Based Universities

Plant-Based Universities est une campagne étudiante internationale appelant les universités et syndicats étudiants à adopter une restauration entièrement végétale,. La campagne a été lancée fin 2021 en réponse à la crise climatique. En Avril 2025, la campagne a été victorieuse dans une université autrichienne, une université suédoise, une université néerlandaise, deux universités suisses, deux universités allemandes et quatorze universités britanniques, avec environ 60 campagnes actives dans neuf pays.

## Universités participantes
En février 2025, la campagne a eu des votes victorieux dans les universités suivantes :
- L'Université de Stirling a été la première à prendre des mesures pour interdire les produits d'origine animale dans ses restaurants. La campagne a été soutenue par le présentateur de la BBC et défenseur de l'environnement Chris Packham. Le journaliste et activiste George Monbiot a également exprimé son soutien, affirmant que les militants « ouvraient la voie à la lutte contre la crise climatique et à la création d'un système alimentaire durable »[5]. Cette décision a été accueillie avec une forte opposition de la part des éleveurs et de la Countryside Alliance[6].
- Les étudiants de l’Université de Cambridge ont également voté en faveur d’une transition vers des menus entièrement à base de plantes. Toutefois, la décision finale appartient à l’université[7],[8].
- Le conseil étudiant de l'université de Newcastle a voté pour garantir qu'au moins 50% des aliments soient à base de plantes lors de ses événements payants, et jusqu'à 100% lorsque cela est possible[9].
- Lors d'un vote qui a attiré la plus forte participation de l'histoire de l'Université du Kent, 450 étudiants ont voté pour que les services de restauration gérés par l'université introduisent une alimentation entièrement végétale d'ici l'année scolaire 2027/28[10].
- Université métropolitaine de Londres[11]
- En septembre 2024, l'Université de Graz est devenue la première université non britannique à connaître une campagne réussie[12],[13].
- Université de Birmingham[14]
- Le syndicat des étudiants de l'Université Queen Mary de Londres a adopté une motion pour que sa restauration devienne entièrement végétale d'ici 2029. De 60% pour l'année académique 2024/25, l'objectif est d'augmenter la proportion d'options végétales dans ses menus de 10% par an au cours des années suivantes[14],[15].
- Université de Falmouth
- University College de Londres[14]
- À l'Université de Lancaster, le vote en faveur d'une restauration 100% végétale, bien que soutenu par 18 des 19 délégués étudiants, a été accueilli avec des critiques de la part de la Countryside Alliance[16].
- Alors que les étudiants de l'Université de Warwick ont voté en faveur d'un passage à une restauration 100% végétale en novembre 2023[17], le conseil d'administration des syndicats a finalement révoqué la décision en août 2024, expliquant que sa décision avait été prise après « un examen attentif des défis pratiques et financiers »[18].
- Collège universitaire Roosevelt
- Imperial College de Londres[19]
- Université de Bristol[19]
- Le 2 avril 2025, le syndicat étudiant de l'Université d'Uppsala a voté à 90 % en faveur d'une restauration entièrement végétale au sein de l'établissement, devenant ainsi la première université scandinave à soutenir cette transition.
- Lors d'une assemblée générale des étudiants en novembre 2024, les étudiants de l'Université de Marbourg ont voté en faveur d'une restauration 100 % végétale au sein de l'établissement.
- Le 18 décembre 2024, le parlement étudiant de l'Université de Kaiserlautern-Landau a voté en faveur d'une restauration entièrement végétale au sein de l'établissement, la part d'aliments d'origine végétale augmentant de 10 % chaque semestre.
- En avril 2025, lors d'un vote du corps législatif de l'Université de Bâle, en Suisse, les étudiants ont appelé l'établissement à atteindre 50 % de sa restauration végétale d'ici l'été 2025, 75 % d'ici 2027 et 100 % d'ici 2030[20].
- En avril 2025, les étudiants de l'Université de Berne ont remporté un vote à 66 % en faveur de la transition de l'établissement vers une restauration 100 % végétale.
- En mai 2025, les étudiants de l'Université de l'Ouest de l'Angleterre ont adopté une motion en faveur d'une transition vers une restauration entièrement végétale – de 60 % d'ici 2025/26 avec une augmentation annuelle de 10 % sous réserve d'un examen financier et social.
- Le 3 juin 2025, les étudiants de l'Université de Fribourg ont voté à 80 % en faveur d'une transition vers une restauration entièrement végétale sur le campus.
- Le 22 juillet 2025, le conseil étudiant de l'Université de Heidelberg a voté trois motions demandant une restauration entièrement végétale à l'université, et toutes les trois ont été adoptées. La première engage le conseil étudiant à soutenir l'objectif à long terme de proposer des repas entièrement végétaux dans les cafétérias et lors de tous les événements de l'université. La deuxième prévoit que la cantine universitaire principale sera entièrement végétalienne tous les jeudis, et la troisième motion engage le conseil étudiant à supprimer tous les produits d'origine animale de sa cantine et de ses distributeurs automatiques d'ici l'hiver 2025[21].

## Influence
En 2023, plus de 800 experts et universitaires ont signé une lettre de soutien à la campagne. Les signataires incluent Dale Vince, Caroline Lucas, George Monbiot, Etienne Scott, Chris Rapley, Chris Packham et Helen Czerski., Packham a déclaré que « les étudiants militants des universités végétaliennes apportent des changements incroyables dans leurs institutions et il est tout à fait normal de voir des centaines d'universitaires se mobiliser pour les soutenir. » En 2023, la campagne a été nommée pour un prix Earthshot, administré par William, prince de Galles. En 2024, Plant-Based Universities était l'une des trois organisations caritatives britanniques à recevoir les bénéfices de la tournée du musicien Moby cette année-là.

### Critique
La Countryside Alliance, un lobby qui soutient l'élevage, critique la campagne, qualifiant les votes des universités en faveur de la restauration à base de plantes d'« attaque contre la liberté de choix ».